# Joseph Unger
Pour les articles homonymes, voir Unger.
Joseph Unger (né le 2 juillet 1828 à Vienne et mort le 2 mai 1913 dans la même ville) est un avocat, écrivain et politicien autrichien qui atteint le statut de président de la Cour suprême. Il est considéré comme le fondateur de la loi autrichienne.

## Source
- (de) Cet article est partiellement ou en totalité issu de l’article de Wikipédia en allemand intitulé « Joseph Unger » (voir la liste des auteurs).

- Notices d'autorité :   - VIAF
  - ISNI
  - BnF (données)
  - IdRef
  - LCCN
  - GND
  - Pays-Bas
  - Pologne
  - Israël
  - NUKAT
  - Vatican
  - Tchéquie
  - Lettonie
  - Grèce
  - WorldCat
- Ressource relative à la recherche :   - La France savante
- Notices dans des dictionnaires ou encyclopédies généralistes :   - Deutsche Biographie
  - Enciclopedia italiana
  - Hrvatska Enciklopedija
  - Österreichisches Biographisches Lexikon 1815–1950
  - Treccani